# Fremdes Land/Tausendundeine Nacht
Fremdes Land/Tausendundeine Nacht, pubblicato nel 1963, è un 45 giri della cantante italiana Mina.

## Tracce
1. Fremdes Land - 2:34 -
 (Werner Scharfenberger-Kurt Feltz) 1964
2. Tausendundeine Nacht - 2:50 -
 (Werner Scharfenberger-Fini Busch) 1964

## Storia
Tutti e due i brani sono composti dal maestro Werner Scharfenberger, uno con testo di Kurt Feltz (come Heisser Sand), l'altro con testo di Fini Busch, il disco è stato pubblicato solo in Germania solo per il mercato tedesco.